# Juan Carlos Ricci
Juan Carlos Ricci (Carcarañá, Santa Fe, 1950 - Buenos Aires, 25 de julio de 2020), fue un actor, director teatral y docente argentino.  
Ganó notoriedad por su papel en Los Simuladores donde interpretó a Arturo Gaona. Además hizo papeles en cine, teatro y televisión.
Además hizo actividad gremial en la Sociedad Argentina de Gestión de Actores Intérpretes (SAGAI), donde participaba como vocal.
Falleció el 25 de julio de 2020 a los 70 años.

## Filmografía

### Cine
- 2014, El borde del tiempo
- 2012, Matrimonio		...	Encargado Edificio
- 2004, Un año sin amor	...	Dr. Rizzo
- 2001, Samy y yo	...	Hombre Depresivo
- 1999, Héroes y demonios		...	Torturador
- 1988, Extrañas salvajes		...
- 1986, Las lobas ... Mozo en boliche
- 1986, Perros de la noche		...	Rata
- 1985, Tacos altos		...
- 1983, Gracias por el fuego		...
- 1982, Las aventuras de los Parchís		...	Pepe, el guía
- 1981, Los Parchís contra el inventor invisible		...
- 1981, La magia de Los Parchís		...	Camarero hotel
- 1980, Los superagentes contra todos		...
- 1980, Sentimental (requiem para un amigo)
- 1977, La muerte de Sebastián Arache y su pobre entierro		...	Miguel Sosa
- 1973, Paño verde

### Televisión
- 1992, Micaela ... Peralta
- 1995, Poliladron
- 1998, Verano del 98
- 1999, Por el nombre de Dios ... Médico
- 2002, Franco Buenaventura, el profe
- 2002-2003 Los simuladores ... Gaona "El Asistente"
- 2005, Sin código
- 2006, Mujeres asesinas ... Psicólogo